# Marion Davies
Marion Davies, geboren als Marion Cecilia Douras (Brooklyn (New York), 3 januari 1897 - Los Angeles (Californië), 23 september 1961) was een Amerikaans actrice in de tijd van de stomme film.

## Jeugdjaren
Davies was de jongste van vijf kinderen en werd geboren in Brooklyn. Haar broer Charles verdronk in 1906. Davies en haar zussen werden bekend toen ze in het koor mochten zingen van de Ziegfeld Follies.

## Loopbaan
Hoewel ze een van de grootste comédiennes uit haar tijd was, is Davies vandaag het best bekend door haar relatie met William Randolph Hearst. Haar privéleven overschaduwde haar carrière.
Davies werd in 1916 een van de Follies (naast Olive Thomas en Mae Murray) en haar rol werd steeds groter in de musical. Ze ruilde al gauw haar carrière in het theater in voor een filmcarrière en was voor het eerst te zien in een nooit uitgebrachte modefilm van Lady Duff-Gordon (modeontwerpster die bekend was als passagier van de RMS Titanic) in 1916. Haar eerste echte film, Runaway Romany, werd uitgebracht in 1917. De film schreef ze zelf en werd door haar zwager geregisseerd.
De film werd geen groot succes, maar het was een begin voor Davies. Ze begon in meer films te spelen. Ze was niet in veel films te zien, maar kreeg ontzettend veel publiciteit. Haar carrière werd rond deze tijd overschaduwd door haar affaire met de getrouwde man Hearst. Hearst was oud genoeg om de vader van Davies te zijn en gaf haar alles wat haar hart begeerde. Het was geen geheim dat hij haar graag verwende. Hearst probeerde haar ook te helpen meer bekend te worden. Zo probeerde hij voor haar tevergeefs een goed contract te regelen. Hij zag Davies ook het liefst in films waarvoor ze kostuums moest dragen.
Toen de geluidsfilm opdook, werd Davies erg nerveus. Davies kwam nooit over het probleem dat ze last had van stotteren. Ze maakte echter een succesvolle overstap naar de geluidsfilm en was in een reeks films te zien. Ze had een theatrale uitstraling die goed bij het publiek in de smaak viel en deed in The Patsy (1928) succesvol imitaties van onder andere Lillian Gish, Mae Murray en Pola Negri. Hearst zag haar echter liever in dramatische rollen, waardoor Davies vaak dilemma's had in het kiezen van rollen. Davies was tevens verslaafd aan alcohol.
Hearst probeerde voor Davies altijd tevergeefs een contract te krijgen bij Metro-Goldwyn-Mayer. Toen, ondanks het feit dat Hearst haar aanprees bij de producenten, Davies niet de rol kreeg in Marie Antoinette (1938), werd Hearst razend. Davies kreeg een contract bij Cosmopolitan Pictures. Toen de studio failliet ging, eindigde de carrière van Davies.

## Het Ince schandaal
Het was geen geheim dat Hearst en Davies een affaire hadden. Ze werden nooit echt een koppel, omdat Hearst nooit scheidde van zijn vrouw. Davies was zelf ook niet trouw. In de jaren '20 kreeg de actrice een affaire met superster Charles Chaplin en in de jaren 30 was ze erg intiem met acteur Dick Powell. Hearst was erg jaloers.
Hearst liet zijn jaloezie blijken op een reis op een jacht in 1924. Hier waren naast hem en Davies, onder andere ook Chaplin en Thomas H. Ince aanwezig. Ince stierf tijdens deze jacht. Hoewel er geen bewijs is, gaan er geruchten rond dat Hearst Ince aanzag voor Chaplin en hem doodschoot in een jaloerse bui.
Het Ince schandaal werd verfilmd in 2001 onder de titel The Cat's Meow. Davies werd gespeeld door Kirsten Dunst, Edward Herrmann speelde Hearst, Eddie Izzard was te zien als Chaplin en Cary Elwes vertolkte de rol van Ince.

## De afname
Aan het einde van de jaren 30 worstelde Hearst met financiële problemen. Davies hielp hem door een miljoen dollar aan juwelen voor hem te verkopen. Toen Hearst stierf, wilde zijn familie niets met Davies te maken hebben.
Davies trouwde tien weken na Hearsts dood met Horace Brown. De bruiloft vond plaats op 31 oktober 1951. Het huwelijk verliep niet geheel als gepland en de verslaving aan alcohol van Davies werd alsmaar groter.
Aan het einde van haar leven werd Davies een gulle vrouw. Ze doneerde $1.900.000 aan een kinderziekenhuis. Toch kreeg ze rond deze tijd zelf last van tegenslagen. In 1956 kreeg ze een kleine beroerte en later werd er kanker geconstateerd. De behandelingen verliepen succesvol, maar Davies ging weer achteruit toen ze in 1960 haar been brak. Niet veel later werd de kanker haar fataal.
Op zijn album Between the Wars uit 1995 wijdde Al Stewart een song aan haar (Marion the Chatelaine)

### Stomme films

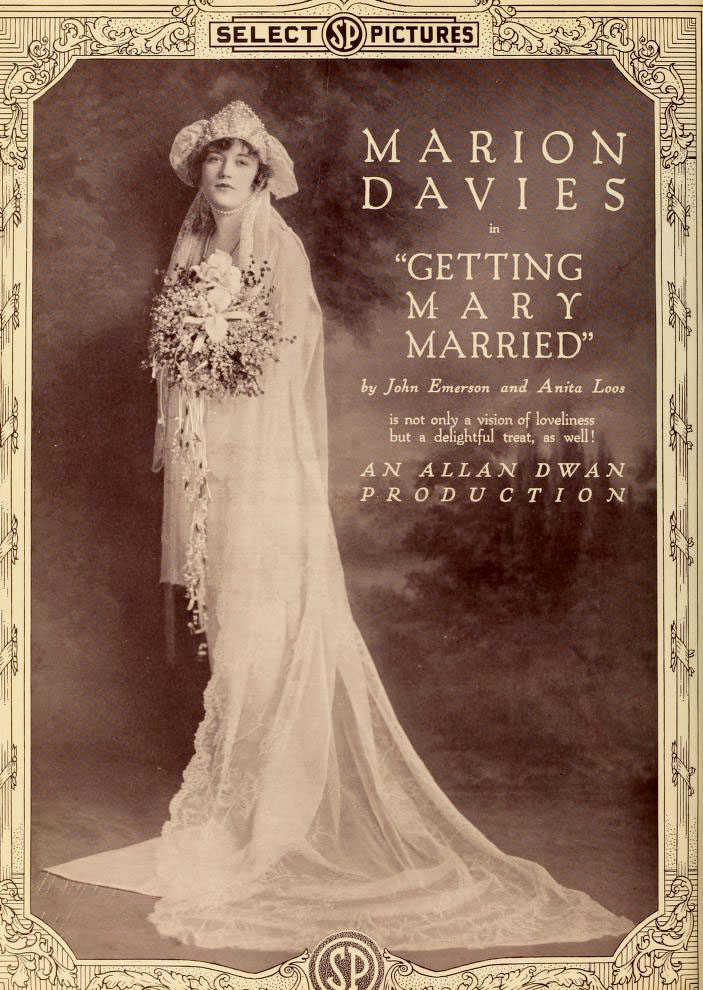
Getting Mary Married, 1919

## Filmografie

### Geluidsfilms
- Bibliothèque nationale de France: cb14675532d (data)
- Catàleg d'autoritats de noms i títols de Catalunya: 981058514902806706
- Gemeinsame Normdatei: 1168032873
- International Standard Name Identifier: 0000 0000 7249 854X
- Library of Congress Control Number: n83213601
- MusicBrainz: 8f166ed3-8196-4cf4-9e4f-3c355127163b
- Nationale Bibliotheek van Tsjechië: mzk2006367959
- Nationale bibliotheek van Australië: 35033762
- Nationale Bibliotheek van Israël: 987007439374905171
- Nederlandse Thesaurus van Auteursnamen: 328772240
- SNAC: w61g0p6x
- Système universitaire de documentation: 177234687
- Trove: 806316
- Virtual International Authority File: 15034218
- WorldCat: E39PBJqQyfChdXQx7dwxtmBpT3